# Querétarói összeesküvés

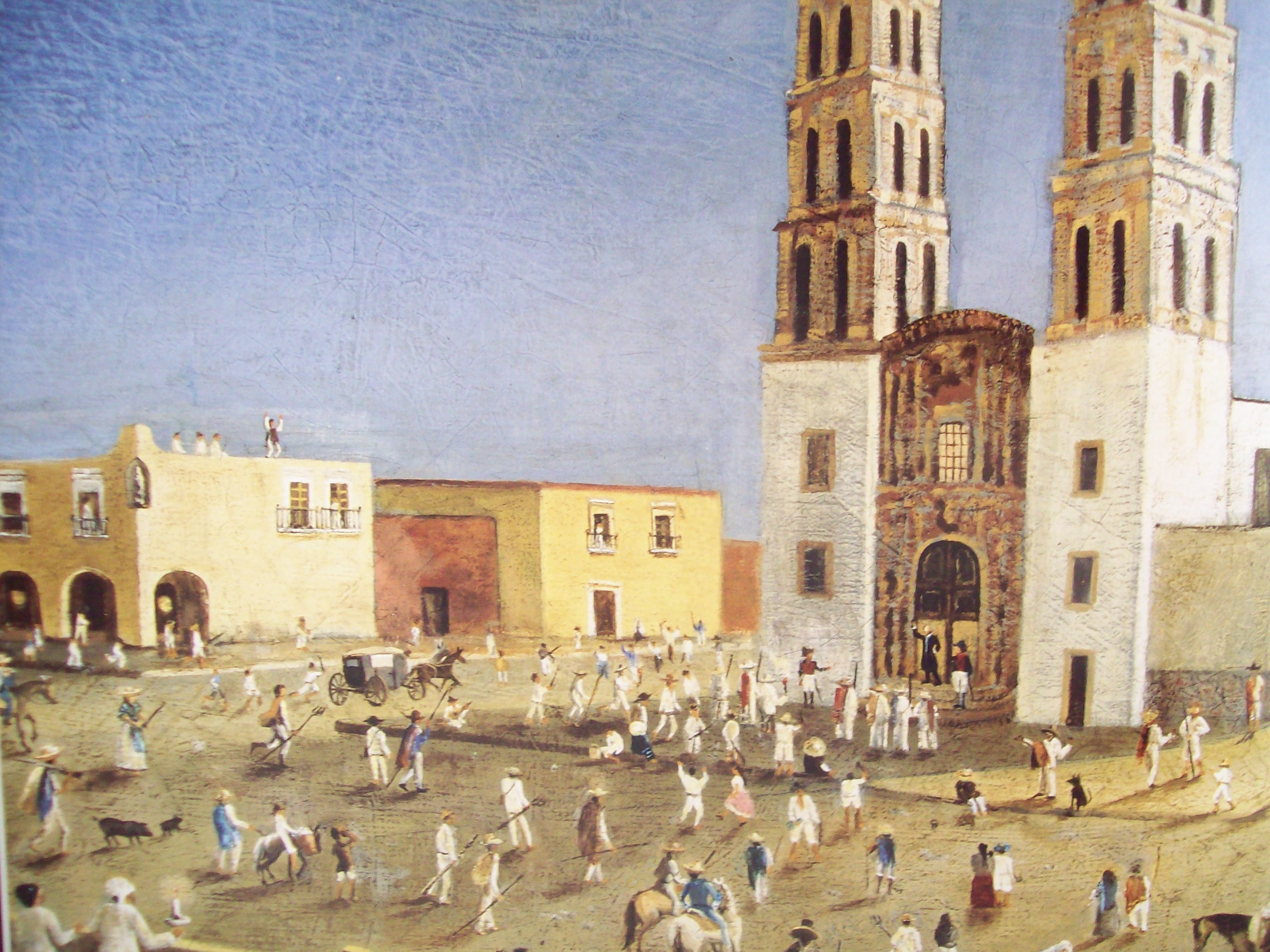
Az összeesküvés közvetlen következménye, az 1810. szeptember 16-án elhangzott Grito de Dolores

A mexikói Querétaro városában 1810-ben szervezett összeesküvés a mexikói függetlenségi háború közvetlen előzménye volt. A titkos gyűlések résztvevői fegyveres harc elindítását tervezték a spanyol uralom ellen, ám amikor a szervezkedés lebukott, a tervezettnél korábban, szeptember 16-án Dolores városában az összeesküvés egyik vezetője, Miguel Hidalgo y Costilla az úgynevezett Grito de Doloresszel harcba szólította az embereket, ezzel pedig elkezdődött a 11 évig tartó háború.

## Előzmények
Az Ibériai-félsziget francia megszállása, VII. Ferdinánd és IV. Károly foglyul ejtése után 1808-tól kezdve Spanyolország városaiban sorra szerveződtek a helyi önkormányzatok szerepét átvevő franciaellenes junták, majd szeptemberben Madridban megalakult az ezeket összefogó Junta Central Suprema (Legfelsőbb Központi Junta) is. Az események híre Új-Spanyolországba július–augusztus során jutott el. A helyiek többnyire támogatták a franciaellenes harcot, hűségesek voltak VII. Ferdinándhoz, de amikor hírt kaptak a juntákról, többen saját hasonló szervezkedésekbe kezdtek.
A kreol értelmiség egy része, élükön Juan Francisco Azcárate y Lezamával és Francisco Primo de Verdad y Ramosszal, hamarosan kiadta a Representación című írást, melyben azt követelték, hogy Új-Spanyolországban a hatalmat egy, a nép képviseletében tevékenykedő kormányzat vegye át José de Iturrigaray alkirály irányítása alatt. A spanyolok azonban hallani sem akartak erről, az inkvizíció még be is tiltotta az olyan írások olvasását, melyek hasonló követeléseket fogalmaztak meg. Szeptember 15-én vagy 16-án egy csapat fegyveres megtámadta az alkirályi palotát és foglyul ejtette Iturrigarayt, annak családját, Azcáratét és Primo de Verdadot, néhány óra múlva pedig a spanyol Real Audiencia új alkirálynak Pedro de Garibayt nevezte ki.
Ez azonban csak olaj volt a tűzre. Egyre több titkos csoportosulás kezdett működni hasonló célokkal, főként Mexikóváros környékén és a mai Querétaro, Guanajuato és Michoacán államok területén. Tagságukat többnyire jó körülmények között élő kreolok alkották, tevékenységüket irodalmi és művészeti célú gyűléseknek álcázták és egymástól elszigetelten próbáltak működni, hogy ha egyik-másik lebukik, ne veszélyeztethesse a többit.
1809 szeptemberében jött létre Valladolid (ma Morelia) városában a valladolidi összeesküvés, José Mariano Michelena, José María García Obeso és Vicente de Santa María atya vezetésével. Céljuk szintén egy spanyoloktól független kormányzat létrehozása volt. December 21-én azonban lelepleződtek, több résztvevőt börtönbe zártak.

## A querétarói szervezkedés
1810-ben Michelena egyik barátjának, Miguel Domíngueznek, Querétaro corregidorjának (városvezetőjének) főszereplésével hasonló összeesküvés kezdődött. Bár Domínguezre már 1808-ban is rávetült a spanyolok gyanúja, hogy Iturrigaray nézeteinek pártján áll, végül magas rangja és betöltött tisztségei megóvták attól, hogy zaklassák. A gyűléseket itt is zenés irodalmi esteknek álcázták, a résztvevőket az Academia Literaria (irodalmi akadémia) nevű társaság tagjainak nevezték vagy Los Apatistasnak (közönyösök), mivel úgy tüntették fel magukat, mint akik mindennel szemben közönyösek, ami nem a művészettel kapcsolatos.

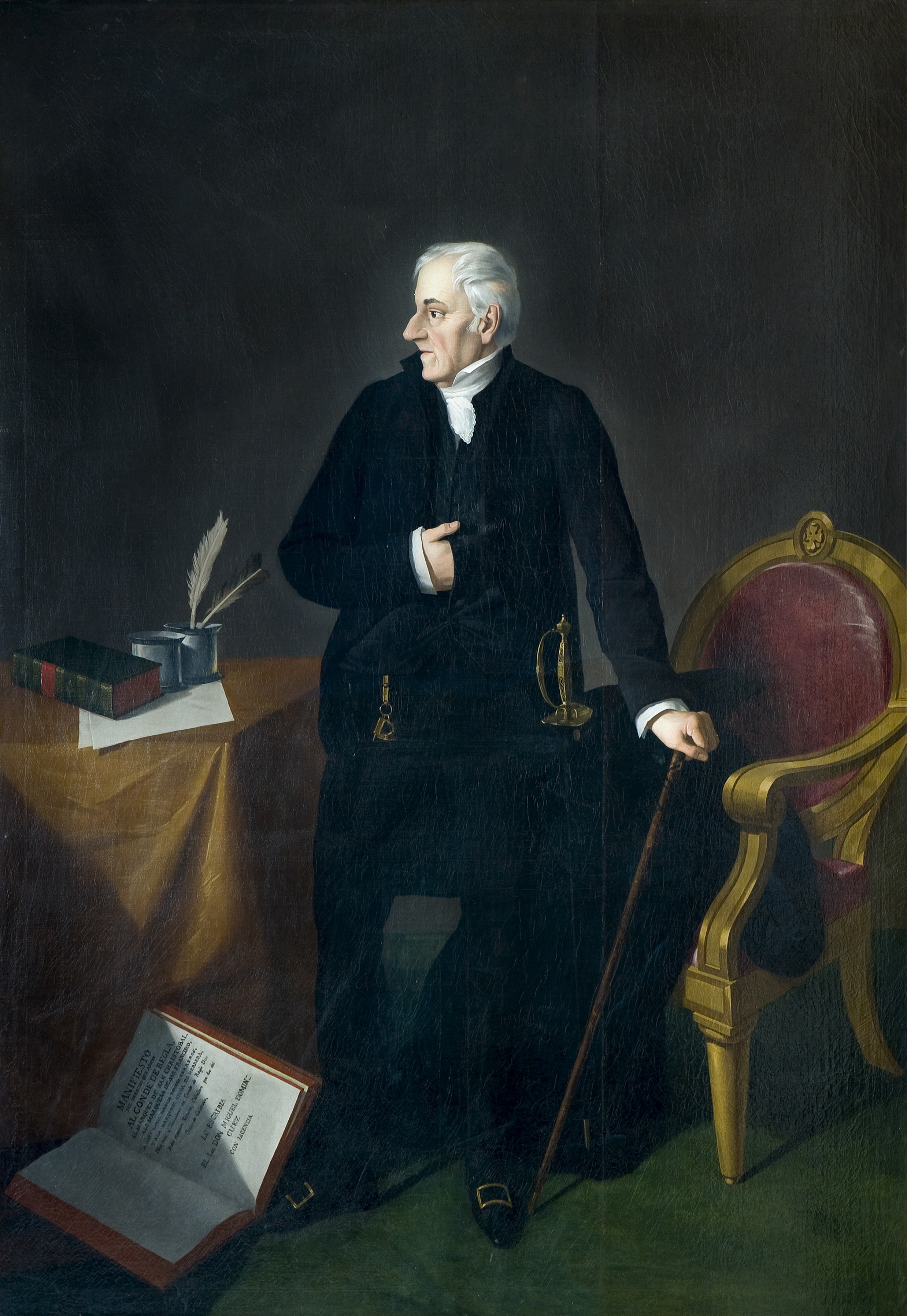
Miguel Domínguez, Querétaro városvezetője, az összeesküvés tagja

A rendszeres résztvevők Domínguez mellett felesége, Josefa Ortiz de Domínguez, Pedro Antonio de Septién Montero y Austri, de Rayas márki és José María Sánchez presbiter voltak, a gyűléseket többnyire Sánchez Descanso utca 14. (ma Pasteur utca 40.) alatt álló házában tartották. Számos ismeretlen tag mellett ismert még Juan N. Mier y Altamirano, Antonio Téllez, Mariano Lazo de la Vega, Arellano, José I. Villaseñor, Epigmenio González, José Lozano, Anselmo Castillo atya, Lorenzo de la Parra, José María Buenrostro, Manuel Delgado, Felipe Coria, Luis Mendoza, Manuel Prieto és Ignacio Pérez neve is, sőt, Dr. José Martín Hurtado Galves történész összesen 105 nevet sorol fel. Vannak, akik 400 körülire teszik az összeesküvésben részt vevő emberek számát. Sánchez háza mellett összesen legalább 14 másik helyszínen is tartottak gyűléseket, két épületben pedig (a González testvérek San Francisco téri házában (ma a 16 Septiembere és a Juárez utcák sarkán található) és Francisco Araujo otthonában) a tervezett harchoz gyűjtöttek fegyvereket és lőszert. A tagok valószínűleg esküt tettek életükre, hogy nem árulják el a szervezkedést.
Bár egyértelmű bizonyíték nincs rá, de a jelek arra utalnak, a csoport vezetője Miguel Hidalgo csatlakozása előtt Epigmenio González Flores (becenevén „El Colorado”) volt, aki testvérével, Emeterióval együtt anyagilag is támogatta a fegyverek előállítását. Hidalgo először augusztusban került kapcsolatba a Epigmenio Gonzálezzel, aki ismertette a terveket egy fegyveres harc kirobbantásáról, majd egy független császárság kikiáltásáról. Hidalgónak először nem minden részlet tetszett, de Ignacio Allende végül meggyőzte, hogy támogassa a mozgalmat.
Augusztus 7-én rendkívüli gyűlést tartottak annak érdekében, hogy meghatározzák a felkelés kirobbantásának pontos dátumát és helyszínét. Többen többféleképpen vélekedtek, de abban megegyeztek, hogy valamikor szeptember 22. és október 2. között kellene színre lépni, egy időben 5 városban: San Miguelben, Doloresben, Valladolidban, Guanajuatóban és Querétaróban. A fegyveres erők Querétaróban összpontosulnának, de toborzó bálokat tartanának annak érdekében is, hogy a Celayában állomásozó hadak is csatlakozzanak hozzájuk. A fővárosba történő győzedelmes bevonulást december 12-re tervezték.
Augusztus 13-án egy újabb gyűlésen arról vitáztak, mi lenne a legjobb módja az emberek nagy tömegeit a maguk pártjára állítani. Mivel akkoriban a többség a legnagyobb ellenségnek a franciákat tekintette, és VII. Ferdinánd visszatérését kívánta, ezért Pedro Septién azt javasolta, az indiánokkal, akiket a függetlenségi eszme valószínűleg nem érdekel, hitessék el azt, hogy a felkelés VII. Ferdinánd érdekében történik.
A hatóságok ekkortájt kezdtek el gyanakodni és jobban odafigyelni a társaságra. Elrendelték, hogy minden Querétaróval kapcsolatos rendeletet ezután José Alonsónak, a helyi őrsereg vezetőjének továbbítsanak anélkül, hogy Domínguezhez, a városvezetőhöz eljutna.
31-én Allendét San Miguelbe küldték, aki oda megérkezve azt írta Hidalgónak, hogy érdemesebb lenne december első 8 napjának valamelyikére, a San Juan de los Lagos ünnepség idejére halasztani a felkelés kirobbantását, mivel így sokkal több támogatóra tehetnének szert.
Szeptember elején Hidalgo, Allende és Juan Aldama meglátogatták a González-házat, ahol igen kevés fegyvert találtak, pedig Hidalgo már számos peónnal és vagy 200 lovassal megállapodott, hogy majd részt vesznek a harcban. Ezért egy későbbi találkozón sürgetni kezdte a fegyvergyártás felgyorsítását.

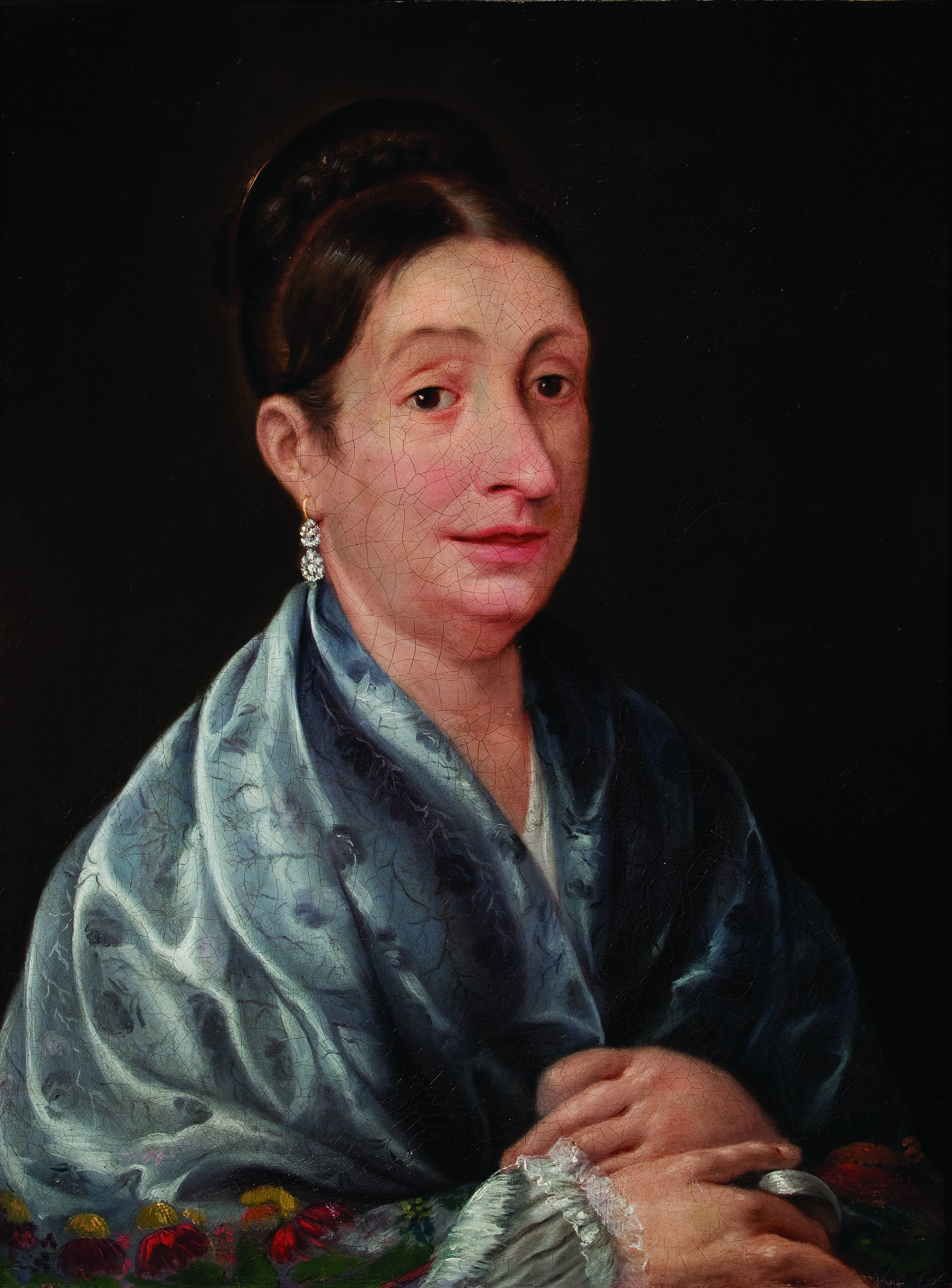
Josefa Ortiz de Domínguez, a városvezető felesége, az összeesküvés tagja

Hidalgo ezután visszatért Doloresbe, majd magához hívatta a guanajuatói katonai egységek néhány tagját, akikkel korábban már megbeszélte, hogy segítenek a felkelők seregét gyarapítani. Allende pedig megbízta Joaquín Ariast, hogy Querétaróban a celayai seregek segítségével kezdje meg a felkelést. Ennek érdekében 2000 pesót is rábízott Ariasra, ő azonban a pénzt elsikkasztotta, egy hónap múlva pedig beárulta az összeesküvés legtöbb tagját.
Már Arias árulása előtt is voltak néhányan, akik szembefordultak a mozgalommal. José Mariano Galván például a város postamesterének fedett fel mindent, szeptember 10-én és 11-én pedig Juan Ochoa és Guillermo Aguirre írásban is átadott információkat a hatóságoknak. Dr. Manuel Mariano Iturriaga valladolidi kanonok halálos ágyán Rafael Gil de León papnak vallotta be, miben mesterkednek, azonban Gil de León is szimpatizált a törekvésekkel, ezért figyelmeztette Domínguezt, aki azt állította, nem áll kapcsolatban a szervezkedéssel, és egy kivizsgáló bizottság élére állt. Két hatósági személlyel a González-házba vonultak, melyet átkutattak és rábukkantak a fegyverekre. Ezért a háztulajdonosokat szeptember 15-én letartóztatták, egyidőben más összeesküvőkkel is, akit García Rebollo húsz embere keresett fel otthonaikban.
Ugyanennek a napnak a reggelén Josefa Ortiz megbízta Ignacio Pérezt, a városi börtön parancsnokát, aki az összeesküvők kéme volt, hogy menjen San Miguelbe és értesítse Allendét és Hidalgót a történtekről. Őket nem találta ott, de Aldamát igen, aki ezután Allendét értesítette és ketten Doloresbe mentek Hidalgóhoz. (Ezzel egyidőben Antonio Téllez megbízásából Francisco Lojero is ugyanezzel a céllal indult útnak, és különböző történészek még jó néhány emberről írják ugyanezt.)
Hidalgóék úgy látták, nincs más lehetőség, a harcot azonnal el kell kezdeni. Így került sor szeptember 16-án hajnalban a Grito de Doloresre, mellyel visszavonhatatlanul elindult a függetlenségi háború.
A corregidort és feleségét eközben letartóztatták, Francisco Xavier Venegas alkirálynak pedig jelentést küldtek. Ő azonban a legtöbb letartóztatottnak visszaadta a szabadságát, kivéve a González testvéreknek. Őket először Mexikóvárosba, majd a Fülöp-szigetekre száműzték.